# 737 a.C.

## Eventos
- Clídico, terceiro arconte decenial de Atenas.[1]
- Caudaules, rei da Lídia. Ele reinou por dezessete anos.[1]
- 738/737: Adad-bela-ka'in [Nota 1] ou Rimmon-bela-yukin,[Nota 2] governador de Assur, magistrado epônimo da Assíria.[2][Nota 3]
- 738/737: Campanha dos assírios contra Namri, pelo segundo ano seguido.[2]
- 737/736: Belemurani, governador de Rasapa, magistrado epônimo da Assíria.[2]
- 737/736: O rei da Assíria permaneceu na terra.[2]